# Амитивилль 7: Новое поколение
«Амитивилль: Новое поколение» (англ. Amityville: A New Generation) — американский сверхъестественный фильм ужасов 1993 года режиссера Джон Мурловски, седьмой в серии фильмов «Ужас Амитивилля». В кинотеатрах не демонстрировался, а сразу вышел на видео. Фильм получил в основном негативные отзывы от критиков и зрителей, критиковавших сюжет и графику и говоря, что серия изжила себя.

## Сюжет
До того, как ДеФео переехали на Оушен-авеню, 112 в Амитивилле, Броннеры занимали дом. В 1966 году старший сын семьи Броннеров, Франклин, убил своих родителей, двух братьев и сестер во время ужина в честь Дня Благодарения. Броннер, у которого была долгая история психического заболевания, утверждал, что совершил семейное убийство по приказу потусторонних сил в доме, и был отправлен в Государственную больницу Данамора. Спустя годы его жена и их маленький сын Киз Терри посетили Броннера. Несмотря на успокоительное, Броннер убил свою жену на глазах у Киз. Киз подавил воспоминания о посещении Данамора и так и не получил никакого уведомления о том, что его отца уволили оттуда в 1986 году.
В 1993 году Киз, ныне фотограф, живет в пансионе в центре города со своей девушкой Ллани. Дик Катлер владеет пансионом, среди других его жильцов — художница по имени Суки и скульптор по имени Паули. Броннер выслеживает Киза и дает ему зеркало, которое он взял из дома в Амитивилле. Зеркало демоническое, и оно убивает Сьюки и ее бывшего парня Рэймонда. После того, как Броннера находят мертвым, Киз начинает изучать свое прошлое и понимает, что Броннер был его отцом после посещения Данамора.
Демон в зеркале принимает форму Сьюки, чтобы убить Дика, а затем начинает мучить Киз, превращаясь в Броннера. Киза засасывает в зеркало, что приводит его к адской версии Данамора, где он встречает версии нежити Раймонда, Сьюки, Дика и Броннера. Затем демон возвращает Кейза в реальный мир и дает понять, что он хочет, чтобы Киз воспроизвел резню семьи Броннер, застрелив Ллани, Паули и жену Дика на художественной выставке пансиона в честь Дня Благодарения. Киз сопротивляется влиянию демона и разбивает зеркало, что побудило его друга, детектива Кларка, сардонически шутить: «Семь лет невезения».

## В ролях
- Росс Партридж — Киз Терри
- Джулия Никсон-Соул — Сьюки
- Лала Слоатман — Ллэйн
- Дэвид Нотон — Дик Катлер
- Барбара Говард — Джанет Катлер
- Джек Оренд — Франклин Боннер
- Ричард Раундтри — Поли
- Терри О’Куинн — Детектив Кларк
- Роберт Раслер — Рэй
- Лин Шэй — Сестра Тёрнер
- Карл Джонсон — Владелец кафе
- Ральф Ан — Мистер Ким
- Том Райт — Мужчина в морге
- Боб Дженнингз — Полицейский
- Джон Стюр — Юный Киз
- Роберт Харви — Броннер

## Выпуск
Он был выпущен прямо на видео в 1993 году. Republic Pictures выпустила этот фильм в версиях с рейтингом R и без рейтинга. Lionsgate Home Entertainment (по лицензии FremantleMedia North America) выпустила этот фильм на DVD в июле 2005 года. В 2019 году Vinegar Syndrome выпустила фильм на Blu-Ray в США, который был включен в бокс-сет Амитивилль: Проклятая коллекция. В 2022 году фильм был выпущен на Blu-Ray в Великобритании благодаря Screenbound Pictures Ltd.